# Ubin
Az Ubin (Ubin-sziget; maláj nyelven: Pulau Ubin, kínaiul: 烏敏島 (Vumin tao), tamilul: உபின் தீவுு (Ubin tívu)) Szingapúr egyik jelentős szigete.

## Története
A mai Ubin helyén korábban öt kisebb sziget volt található, amelyeket olyan folyók választottak el egymástól, amelyek vízjárását az árapályjelenség befolyásolta. Később ezeket a garnélatenyésztő telepek érdekében töltésekkel kötötték össze, így alakult ki a mai egybefüggő, nagy sziget. Déli partjai mellett még ma is megtalálható viszont két kisebb különálló sziget: a Ketam és a Sekudu.
Régebben az itt folytatott gránitbányászat néhányezer telepes megélhetését biztosította. A sziget egykori maláj neve, a Pulau Batu Jubin is ezzel kapcsolatos, ennek jelentése ugyanis „gránitkősziget”. Az itt kitermelt követ használták fel többek között az elnöki palota, az Istana vagy éppen a Szingapúr és Johor Bahru közötti töltésút felépítéséhez. Emellett a mezőgazdasági termelés is jelentős volt: az eredeti növényzet nagy részét éppen azért irtották ki, hogy a felszabaduló területekre gumifa-, kávé-, ananász-, kókusz- és jázminültetvényeket telepíthessenek. Mára a természet ezen területek jó részét visszahódította.

## Leírás
A mintegy 7,5 km hosszú, 10,2 km² területű, bumeráng alakú sziget Szingapúr északkeleti részén, a maláj határ mellett található.
A szigeten található az ország egyik utolsó valódi hagyományos faluja (kampongja), ahol az emberek még ma is kútból nyerik az ivóvizet, gázolajjal hajtott generátorokkal állítják elő az áramot és hagyományos földművelésből és halászatból élnek. De emellett fontos gazdasági ágazat a turizmus is: a szigetre ugyanis sok vendég érkezik, többek között gyalogtúrázás és hegyikerékpározás céljából. Az egykori gránitbánya helyén látható kék vizű bányató is turistalátványosság. Mintegy három kilométerre a sziget fő kikötőjétől, Ubin keleti részén található a Chek Jawa nevű vidék, ahol mindössze 100 hektáron hatféle ökoszisztéma is előfordul: homokos part, sziklás part, tengerifüves lagúna, koralltörmelékes víz, mangroveerdő és partvidéki erdő. 1997-ben itt fedezték fel az Utania nervosa nevű új tárnicsféle növényfajt is, bár eleinte összetévesztették egy másik, gyakoribb növénnyel, a Fagraea racemosával, és csak 2014-ben mutatták be új fajként a Plant Ecology and Evolution című szaklapban.

## Képek

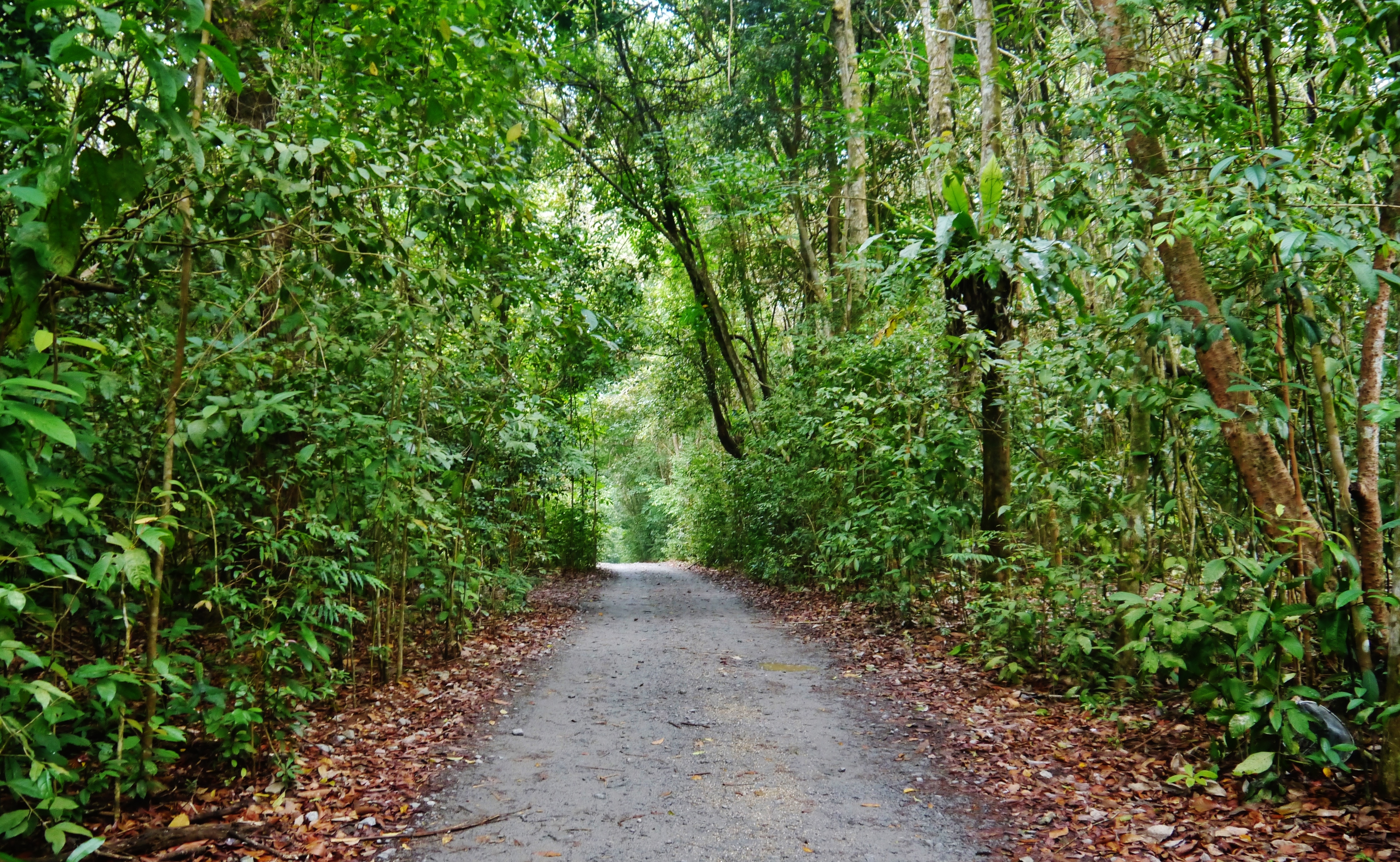
Út egy burjánzó erdőben
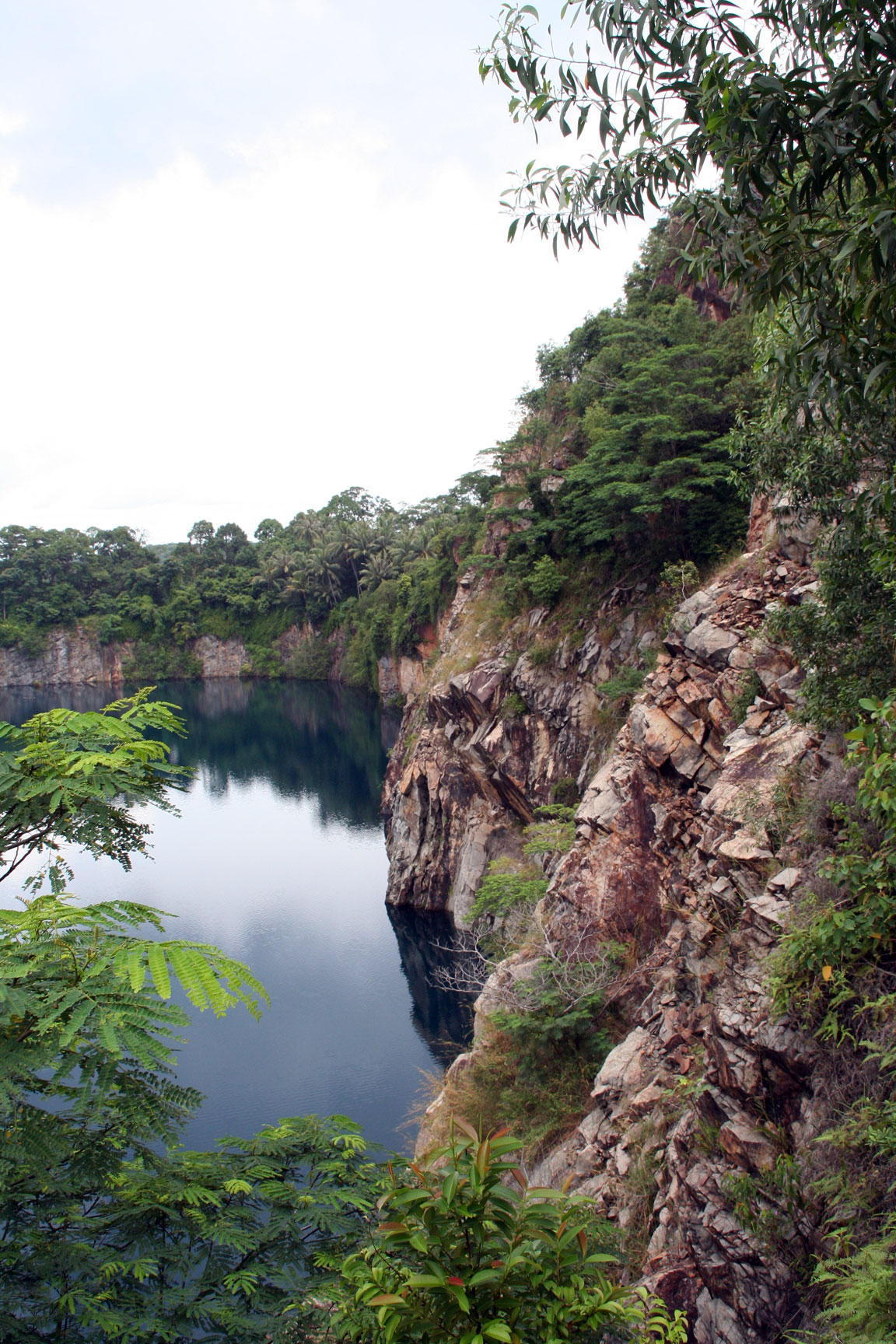
Egy egykori kőfejtő, ma turisztikai látványosság
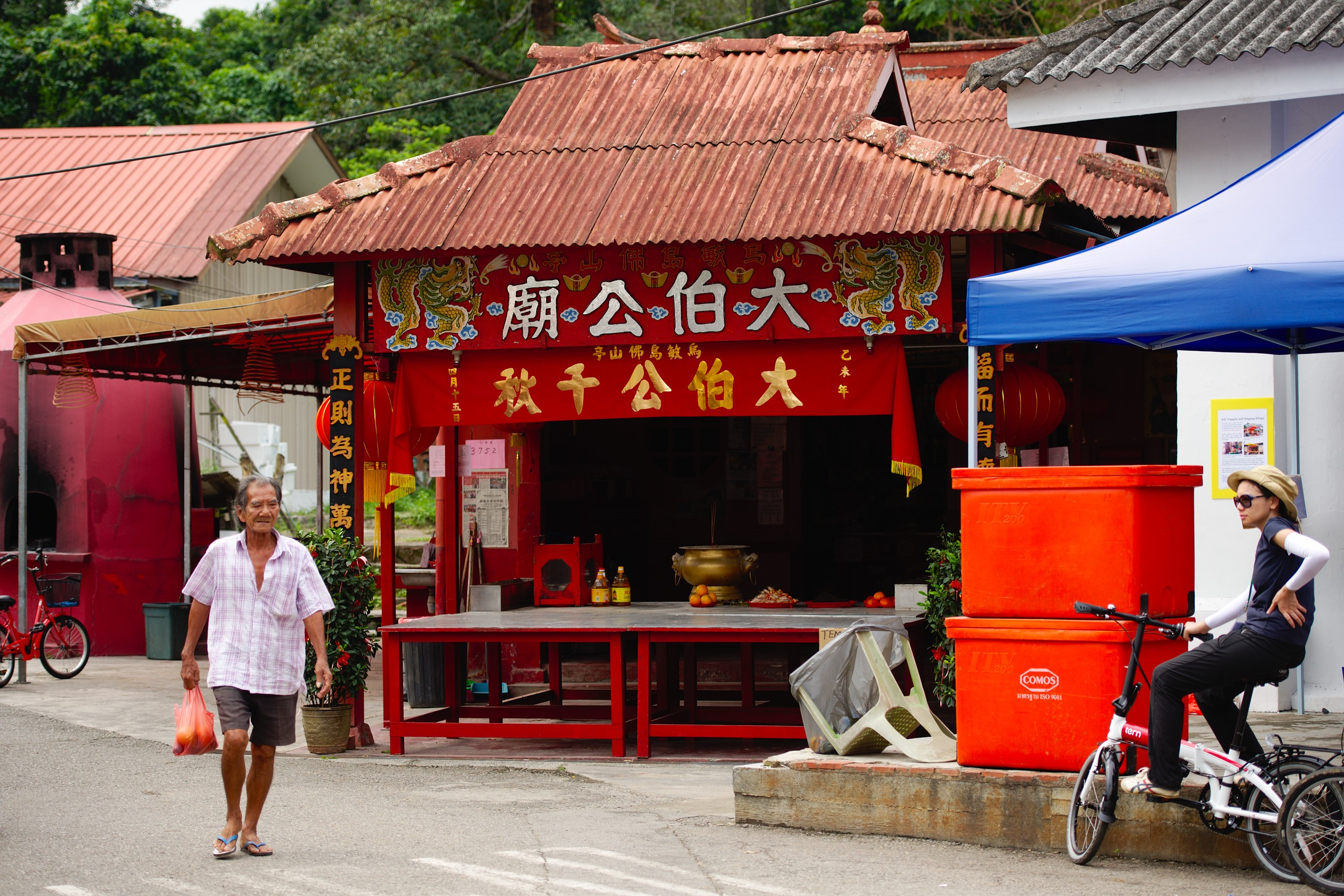
Kis kínai templom a szigeten
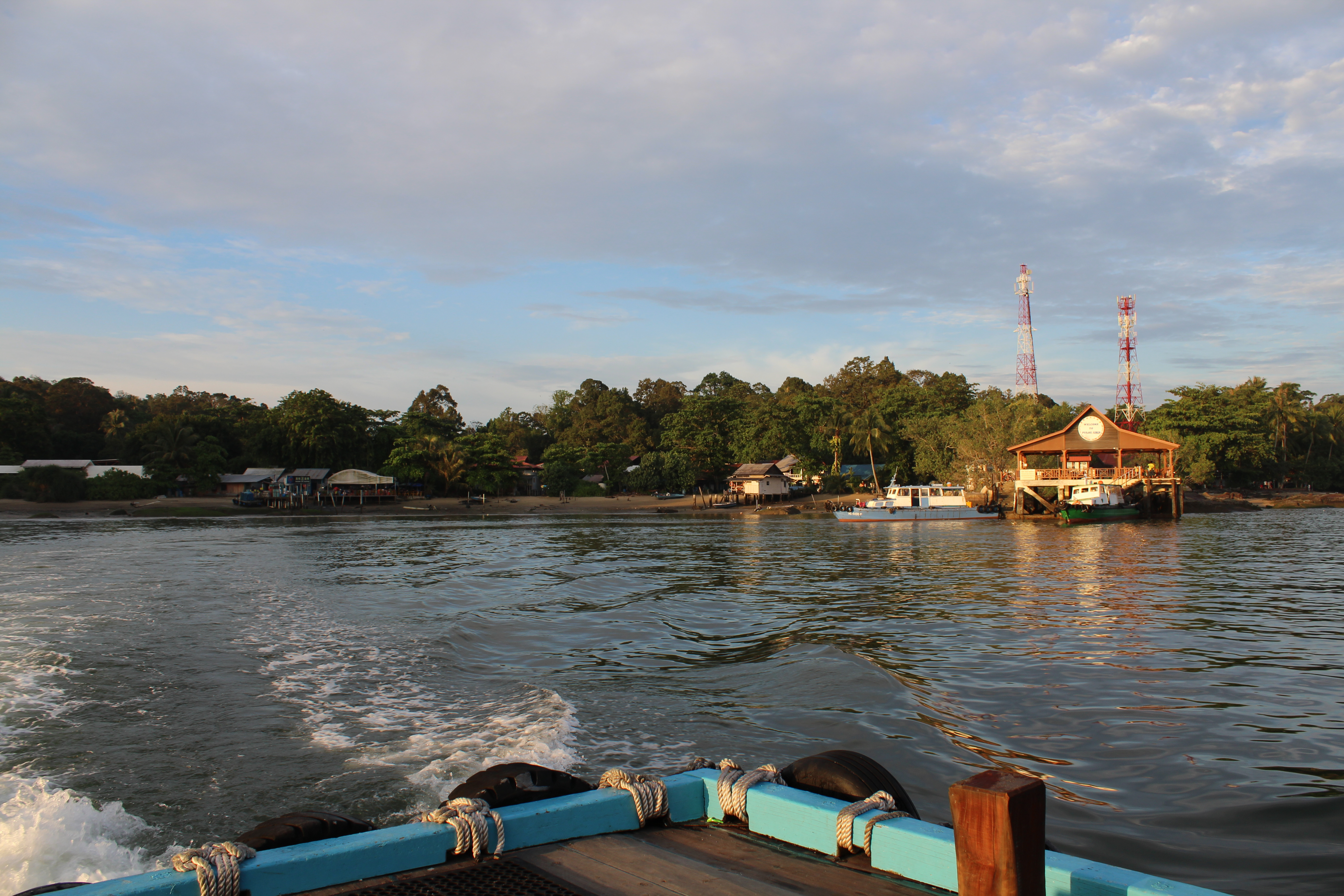
Kikötő